# Risus: The Anything RPG
Risus: The Anything RPG to gra fabularna o lekkich zasadach napisana, zaprojektowana i zilustrowana przez S. John Rossa z Cumberland Games & Diversions. Risus jest dostępny za darmo przez Internet. Po raz pierwszy opublikowano go online w 1993 r. Wcześniejsze wersje tej gry znane były jako GUCS: The Generic Universal Comedy System (ang. Ogólny Uniwersalny Komediowy System), co jest parodią GURPS-a. Były one dystrybuowane prywatnie w 1989 r.

## Historia
Risus (łac. śmiech) to komediowa gra (często opisywana przez twórcę jako "gra-dowcip") i korzysta z Kliszy (klas postaci), zainspirowanych przez szersze career scale umiejętności w DC Heroes RPG (Greg Gorder i Mayfair Games) z domieszką Over the Edge wydawcy Atlas Games. Rdzeń mechaniki Risusa zawdzięcza wiele grze fabularnej Ghostbusters RPG wydanej przez West End Games i Tunnels and Trolls autorstwa Ken. St. Andre'a. Gra cytuje także GURPS jako wpływowe dla jej powstania, razem z FUDGE, innym darmowym RPG-iem wydanych internetowo rok wcześniej. Parę innych gier zostało zainspirowanych przez Risusa.
Pomimo zwięzlości gry i jej genezy jako dowcipu, istnie ponad 30 fanowskich stron jej poświęconych, niektóre z alternatywnymi zasadami, prostymi settingami i przepisanymi od podstaw adaptacjami gry. Risus został przetłumaczony na chiński, chorwacki, czeski, duński, niderlandzki, esperanto, francuski, niemiecki, włoski, japoński, koreański, norweski, polski, portugalski, rosyjski i hiszpański. W grudniu 2003, Cumberland Games zaczęło wspierać ten darmowy system komercyjnymi dodatkami, zaczynając od Risus Companion i założono International Order of Risus Przykładem innego produktu komercyjnego jest A Kringle in Time, czyli "przygoda o ocaleniu Świąt Bożego Narodzenia od starożytnego zła.
New Risus wygrał w 2001 roku nagrodę dla Najlepszego Darmowego RPG-a portalu RPGnet.

## Risus Companion
The Risus Companion to pierwszy komercyjny dodatek do Risusa. S. John Ross napisał i opublikował Risus Companion z okazji 10 rocznicy wydania Risusa w sieci Web w celu zapewnienia podstaw dla Risusa jako przedsięwzięcia komercyjnego. Risus sam w sobie jest dalej dostępny za darmo - daje to fanom opcję wsparcia Risusa, jeśli zechcą (i nagradza ich za to). The Risus Companion to elektroniczny dokument PDF, który jest dostępny wszystkim członkom Międzynarodowego Zakonu Risusa.

## Odbiór
W recenzji Risusa w Black Gate, Ryan Harvey napisał "mogę z wielkim entuzjazmem polecić Risusa każdemu, kto ma wyobraźnię, niezależnie od jego lub jej doświadczeń z tymi zabawnymi kośćmi. Nie tylko zasady są tak cienkie, że zmieściły się na 6 stronach (z czego 2 to zasady dodatkowe), ale także system ten działa w zupełności na kliszach i każdy, kto oglądał kiedyś film lub czytał książkę, będzie wiedzieć jak z nich korzystać".